# James S. Brown
James Sproat Brown (Hampden, 1 de febrero de 1824 - Chicago, 15 de abril de 1878) fue un abogado y político estadounidense que se convirtió en el primer fiscal general de Wisconsin. También sirvió un tiempo como alcalde de Milwaukee, y representó al 1.º distrito congresional de Wisconsin en la Cámara de Representantes de los Estados Unidos durante el 38.º Congreso como miembro del Partido Demócrata.

## Primeros años
Brown nació en Hampden, Maine, hijo de Enoch Brown y su esposa, Melinda Padelford, el 1 de febrero de 1824. Recibió educación privada del profesor Joseph Emerson Worcester, completando una educación de nivel universitario cuando tenía 16 años. Brown, de 16 años, se mudó al oeste, a Cincinnati, Ohio donde estudió derecho y aprendió a hablar alemán, manteniéndose a sí mismo enseñando en la escuela. Debido a que el Colegio de Abogados del Estado de Ohio no permitía miembros menores de 20 años, Brown fue admitido en el vecino Colegio de Abogados de Kentucky a los 18 años.

## Carrera profesional
Brown permaneció en Cincinnati y fue admitido en el Colegio de Abogados del Estado de Ohio en 1843. Mientras vivía allí, conoció a un sacerdote católico, el padre John Henni, quien, en 1843, se convirtió en el primer arzobispo de Milwaukee. En 1844, el arzobispo Henni convenció a Brown de que lo siguiera a Milwaukee. Aunque solo tenía 21 años, Brown se distinguió rápidamente como abogado en el territorio de Wisconsin y, en 1845, fue elegido fiscal fiscal del condado de Milwaukee.
Brown pronto estableció una sociedad legal con Thomas L. Ogden, quien era de Nueva York, y James Halliday. En 1848, en las elecciones que también ratificaron la Constitución de Wisconsin, Brown fue elegido en la lista del Partido Demócrata como el primer fiscal general del estado (tenía 24 años). Aunque fue candidato a la re-nominación en 1849, el partido demócrata nominó a S. Park Coon en su convención en Madison en la primera votación.
En el acalorado clima político que precedió a la Guerra de Secesión, trajo un pirómano intentó de quemar su casa en 1858, pero solo se logró destruir una leñera. Brown también fue parte de un grupo que intentó establecer una escuela de derecho en Milwaukee, pero fracasó, por lo que la incipiente Asociación de Abogados de Milwaukee siguió siendo un grupo social. Elegido (sin oposición) como el decimotercer alcalde de Milwaukee en 1860, Brown asumió el cargo en 1861 y restauró el crédito de la ciudad, además de comprar el primer camión de bomberos con motor de vapor de la ciudad y una compañía de bomberos pagada. Declinó postularse para la reelección en 1862, enfrentando críticas por su manejo de un motín bancario en junio de 1861, así como por recortes en el presupuesto de la policía.
En cambio, en 1862, Brown se postuló para el Congreso como demócrata de guerra y derrotó al republicano en funciones John F. Potter para representar al 1.º distrito congresional de Wisconsin. Sirvió un término en la Cámara de Representantes de los Estados Unidos durante el 38 ° Congreso, desde el 4 de marzo de 1863 hasta el 3 de marzo de 1865. En 1864 se postuló para la reelección, pero fue denunciado como anti-unión y finalmente se retiró de la carrera. El general de la Unión Halbert E. Paine, un republicano, sucedió en el asiento. Brown lo desafiaría y perdería en 1866.
Después de su pérdida en 1866 y de sufrir problemas de salud, Brown viajó a Europa con su segunda esposa, Emily. En 1869, los Brown Vivian en Dresde en el Reino de Sajonia (actual Alemania). Regresaron a los Estados Unidos en 1873, donde ejerció nuevamente la abogacía en Milwaukee y administró sus diversas inversiones inmobiliarias.

## Vida personal
Brown se casó dos veces. Su primera esposa, la ex Elizabeth Shepard (1835 - 1863) de Nueva York, era una década menor que él y tuvieron hijos Clarence S. Brown (1856 – 1925) y James (1859 – 1913). Señora. Elizabeth Brown murió en 1863 poco después de que Brown comenzara su mandato en el Congreso. En 1865, después de dejar el cargo, Brown se casó con Emily J. Stetson (la viuda del ex congresista de Maine Charles Stetson, que había muerto en 1863). No tuvieron más hijos y ella le sobrevivió.
Brown falleció en 1878 en Chicago, Illinois, a los 54 años, le sobrevivieron sus dos hijos y su segunda esposa. Después de un servicio en su casa de Milwaukee dirigido por un ministro unitario, su cuerpo fue enterrado junto a su primera esposa en el cementerio Forest Home de Milwaukee, donde también serían enterrados sus hijos.
El hijo mayor de Brown, se graduó de la Escuela de Derecho Harvard y se convirtió en regidor y fiscal de distrito del condado de Milwaukee, en la década de 1890.

## Legado
Su antigua casa en Milwaukee (una estructura doble que construyó en 1852) sobrevive y es la casa más antigua del antiguo barrio de Yankee Hill, siendo un sitio histórico.